# Buffalo (Oklahoma)
Buffalo es un pueblo ubicado en el condado de Harper en el estado estadounidense de Oklahoma. En el año 2010 tenía una población de 1299 habitantes y una densidad poblacional de 618,57 personas por km².

## Geografía
Buffalo se encuentra ubicado en las coordenadas 36°50′13″N 99°37′44″O / 36.83694, -99.62889 (36.836861, -99.628934).

## Demografía
Según la Oficina del Censo en 2000 los ingresos medios por hogar en la localidad eran de $30,433 y los ingresos medios por familia eran $38,333. Los hombres tenían unos ingresos medios de $25,625 frente a los $20,515 para las mujeres. La renta per cápita para la localidad era de $15,328. Alrededor del 11.7% de la población estaban por debajo del umbral de pobreza.